# Castillo de Rubió
El castillo de Rubió es un castillo fronterizo situado en un peñón sobre el pueblo de Rubió.
La estructura del castillo medieval está actualmente bastante destruida, todavía se mantiene la parte inferior de la torre circular, construida con aparejo de sillares hacia el siglo XI, así como los restos de unos muros perimetrales de buena factura, estos probablemente son frutos de una ampliación realizada entre los siglos XII-XVIII. Últimamente se han construido unas escaleras de acceso, de piedra, que permiten acceder al interior de los restos.

## Historia
El castillo fue documentado por primera vez según algunas fuentes, el 1063, y por otros, el 1069, aunque se cree que el castillo fue erigido a finales del siglo X. Pedro de Bertran, de Rubió, lo gobernaba en 1198 y al inicio del siglo XIV era señoreado por el linaje de los Castellolí. Pasó luego a Timor: Francesca Timor fue esposa de Berenguer de Boixadors. Su hijo, Bernardo de Boixadors compra en 1380 la jurisdicción de Rubió al rey Pedro IV de Aragón, el Ceremonioso. El nieto de éste, Bernat Guerau de Boixadors y de Urriés, se enfrentó a la Generalitat junto a los juanistas en la Guerra Civil Catalana de 1462. El linaje de los Boixadors recibió más tarde los condados de Savallá y de Perelada. El cabreo de 1752-1755 reconoce señor a Bernat Antonio de Boixadors. Mantuvieron la señoría hasta el fin del Antiguo Régimen. Alrededor del castillo fronterizo se formó un núcleo de población, actualmente bastante reducido.